# Busycotypus canaliculatus
Busycotypus canaliculatus är en snäckart som först beskrevs av Carl von Linné 1758.  Busycotypus canaliculatus ingår i släktet Busycotypus och familjen Melongenidae. Inga underarter finns listade i Catalogue of Life.

## Bildgalleri

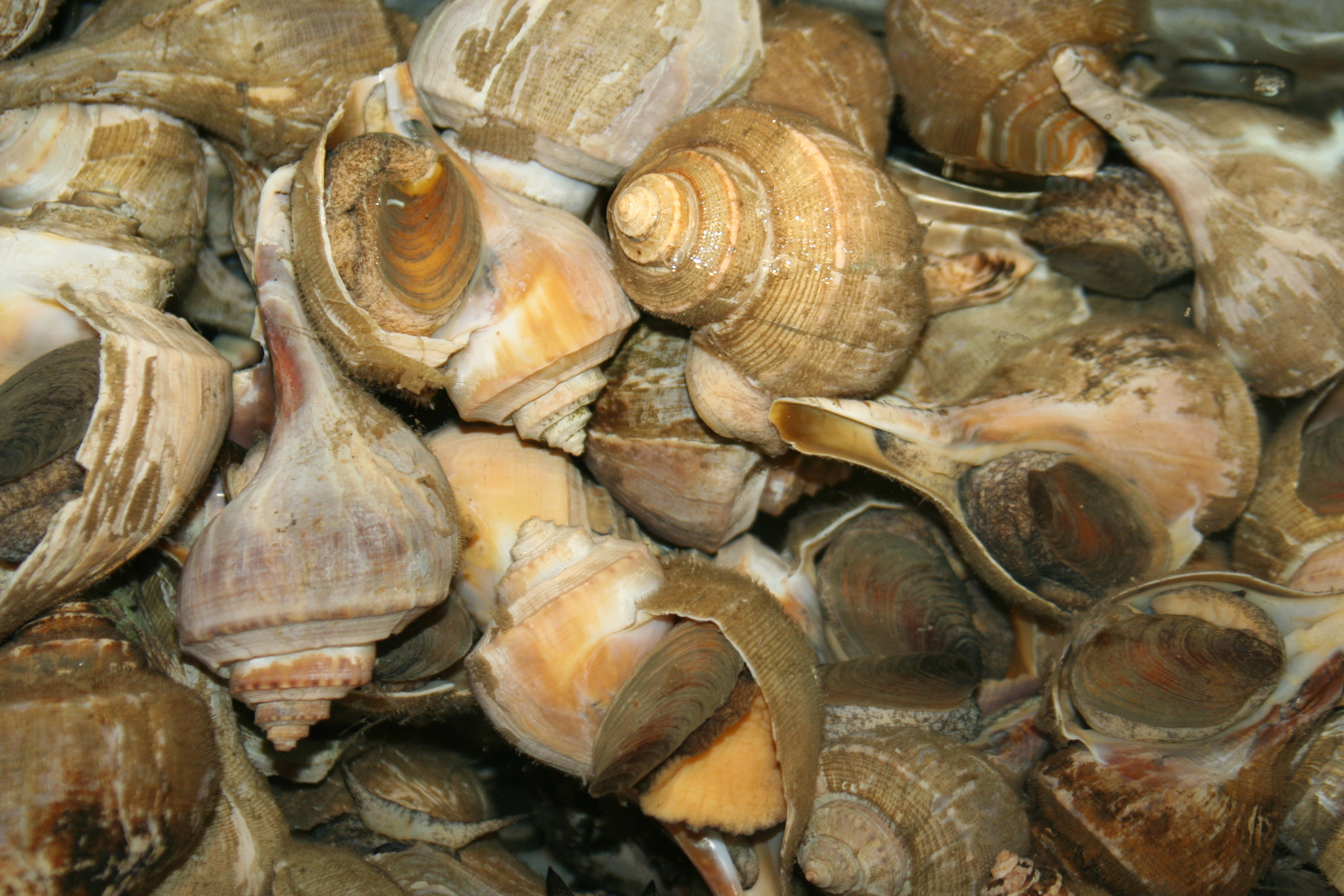
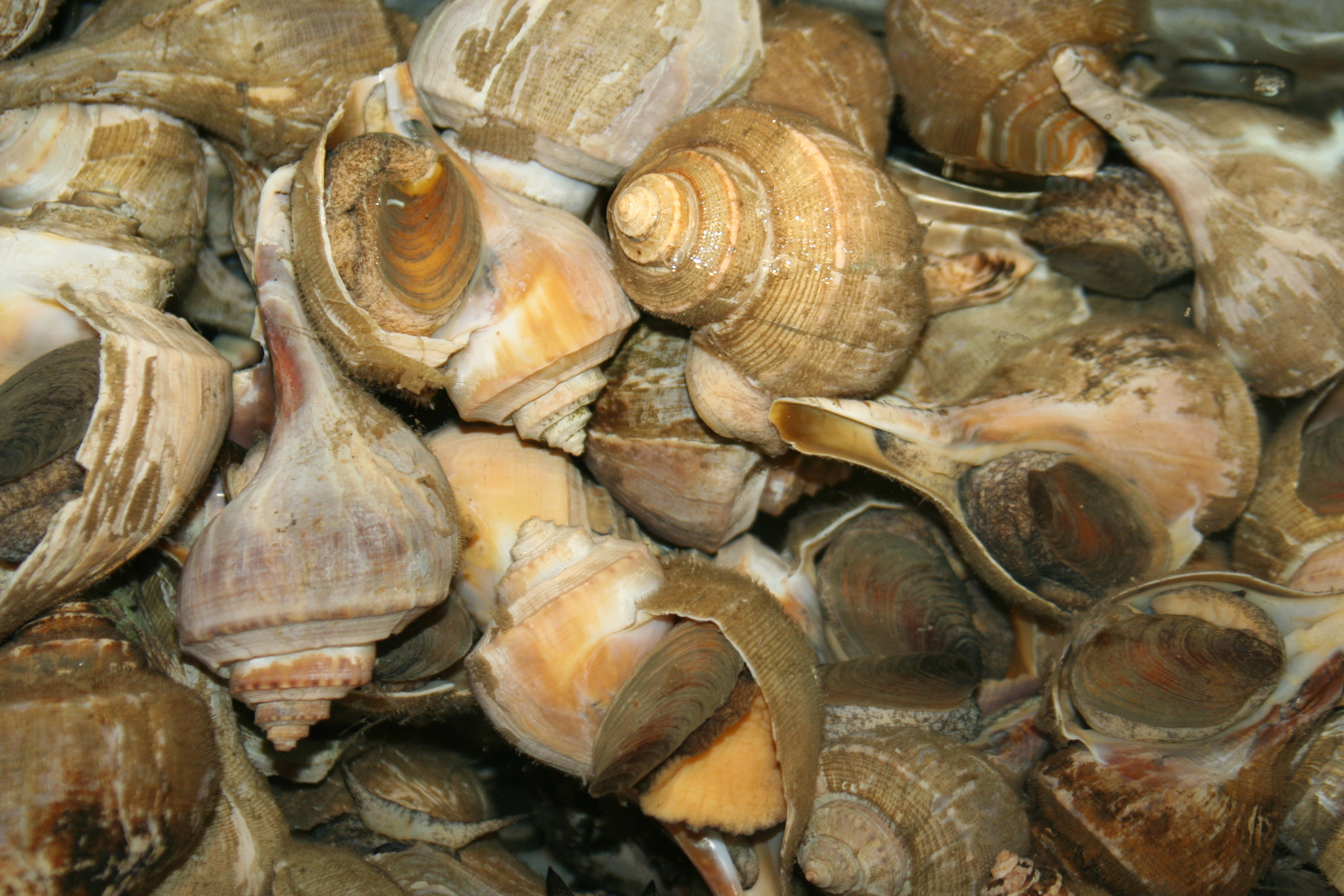